# Водяное (Добровеличковская поселковая община)
Водяное (укр. Водяне) — село в Добровеличковской поселковой общине Новоукраинского района Кировоградской области Украины.
До 2020 года входило в Добровеличковский район
Население по переписи 2001 года составляло 87 человек. Почтовый индекс — 27017. Телефонный код — 5253. Занимает площадь 0,295 км². Код КОАТУУ — 3521782702.